# Мокоэна, Арон
Арон Тебомо Мокоена (англ. Aaron Tebomo Mokoena; 25 ноября 1980, Бойпатонг) — южноафриканский футболист, завершивший игровую карьеру, выступал на позициях полузащитника и защитника. Первый футболист, сыгравший 100 матчей за сборную ЮАР. Был капитаном сборной на Кубке Конфедераций в 2009 году и чемпионате мира в 2010 году.

## Клубная карьера
Арон Мокоена начал футбольную карьеру на родине в клубе «Джомо Космос», а затем ненадолго переехал в Германию, где выступал за молодёжный состав «Байера 04». В феврале 1999 года Арон подписал пятилетний контракт с амстердамским «Аяксом». В чемпионате Нидерландов он дебютировал 7 ноября в гостевом матче со «Спартой», выйдя на замену. Мокоена вступил в игру на 68-й минуте, заменив Никоса Махласа. «Аякс» на выезде одержал победу со счётом 1:2. В том сезоне Арон сыграл в семи матчах чемпионата, а также принял участие в одной игре Кубка УЕФА.
В марте 2001 года Мокоена был отдан в аренду бельгийскому клубу «Жерминаль Беерсхот». В июне 2002 года «Аякс» заключил новое арендное соглашение с бельгийской командой.